# Adonai Escobedo
Adonai Escobedo González (* 21. Juli 1987 in Aguascalientes, Aguascalientes) ist ein mexikanischer Fußballschiedsrichter.
Escobedo leitet seit 2015 Spiele in der mexikanischen Liga MX.
Seit 2019 ist er FIFA-Schiedsrichter und leitet internationale Fußballspiele.
Escobedo wurde bislang bei drei CONCACAF Gold Cups eingesetzt. Er leitete zwei Gruppenspiele und das Viertelfinale zwischen den Vereinigten Staaten und Curaçao (1:0) beim Gold Cup 2019, ein Gruppenspiel beim Gold Cup 2021 sowie zwei Gruppenspiele beim Gold Cup 2023.
Bei der U-20-Weltmeisterschaft 2019 in Polen war Escobedo als Videoschiedsrichter im Einsatz. Bei der U-17-Weltmeisterschaft 2019 in Brasilien leitete er zwei Gruppenspiele und das Viertelfinale zwischen Italien und Brasilien (0:2). Bei der U-20-Weltmeisterschaft 2023 in Argentinien wurde Escobedo erneut als Videoschiedsrichter eingesetzt.